# Dzwonkowice
Dzwonkowice – wieś w Polsce położona w województwie łódzkim, w powiecie skierniewickim, w gminie Nowy Kawęczyn.
W latach 1975–1998 miejscowość administracyjnie należała do województwa skierniewickiego.
Na terenie wsi Dzwonkowice, ok. 1,3 kilometra na wschód od kościoła w Starej Rawie znajdują się pozostałości wczesnośredniowiecznego grodziska. Grodzisko to leży na wschodnim (prawym) brzegu rzeki Rawki.